# Быстрее ветра (фильм, 1990)
«Быстрее ветра» (англ. King of the Wind; другое название — «Король ветра») — кинофильм. Экранизация произведения, автор которого — Маргерит Генри. Фильм не имеет возрастных ограничений.

## Сюжет
Арабский жеребец по кличке Шам родился в 1727 году. Ему предстояло прожить долгую жизнь, полную мытарств, и те же испытания выпали на долю его верного конюха Акбара. В конце концов племенные качества Шама были признаны, он получил новую кличку — Годольфин Арабиан — и стал одним из родоначальников английской чистокровной верховой породы лошадей.